# Baosheng Dadi
Baosheng Dadi (Pao Sheng Ta Ti, Poh Seh Tai Tay; 保生大帝) kineski je bog medicine poštovan u taoizmu i kineskoj narodnoj religiji, a najviše je štovan na Tajvanu i u Fujianu.
979. godine rođen je u selu Bailiao čovjek zvan Wu Tao ili Wu Ben (吳本). Bio je izvrstan liječnik, a legenda mu pripisuje svakakva čuda.
Nakon što je umro 1036., ljudi su ga počeli štovati kao boga Baoshenga Dadija.
Car Hongxi dao mu je naslov 恩主昊天金闕御史慈濟醫靈妙道真君萬壽無極保生大帝.